# 無症狀性前列腺炎
無症狀性前列腺炎(Asymptomatic inflammatory prostatitis)為無症狀(asymptomatic、無病徵)的病症，而其前列腺有發炎病徵。它應該與其他形式的前列腺炎，如慢性细菌性前列腺炎、急性细菌性前列腺炎，及慢性非细菌性前列腺炎(CPPS)有所區分。

## 病狀及病徵
這些患者沒有泌尿生殖疼痛的投訴歷史，通常在評估其他的病狀時反而會注意到前列腺有白細胞增多(leukocytosis)的症狀。

## 診斷
通過精液測試的診斷，沒有病狀時卻可以顯現前列腺分泌(EPS)、或前列腺組織的發炎情況。

## 治療
基本上無需治療。給予患有"不育症"及"第IV類前列腺炎"的男性病患抗生素"和/或"消炎藥是標準的療法，雖然這些療效證明薄弱。無症狀前列腺發炎症狀可能有時與前列腺癌有所相關聯，這可以通過該評估"無到全部PSA"(free-to-total PSA)的比值試驗來解決之。這些試驗的結果在一項前列腺癌及第IV類前列腺炎的研究裡有顯著不同。

## 附加圖片

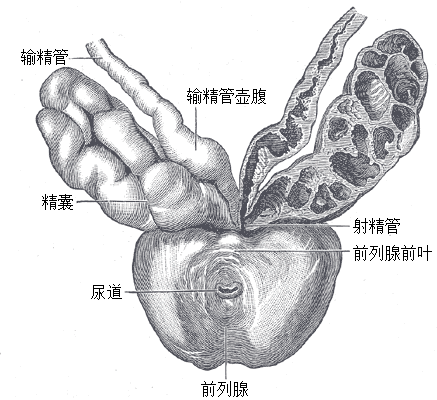
前列腺、尿道，及精囊。
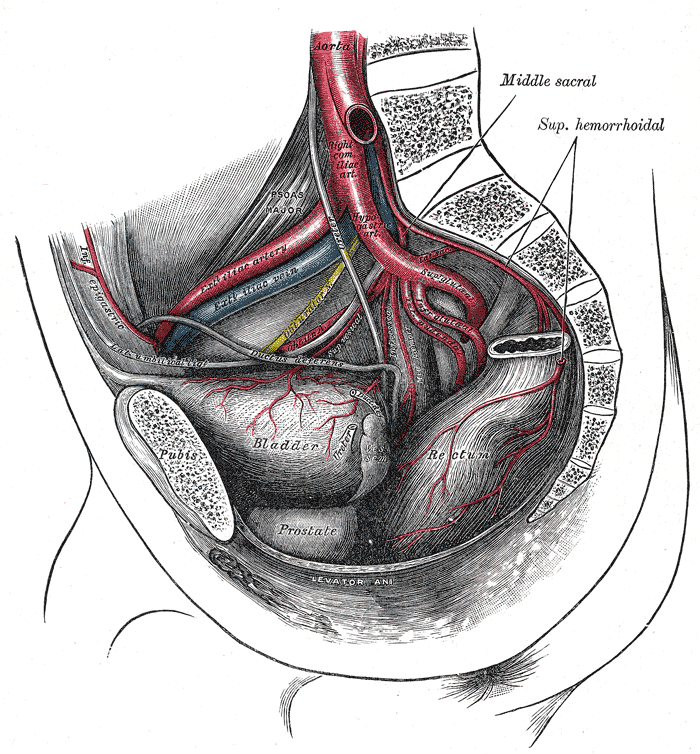
骨盆動脈。
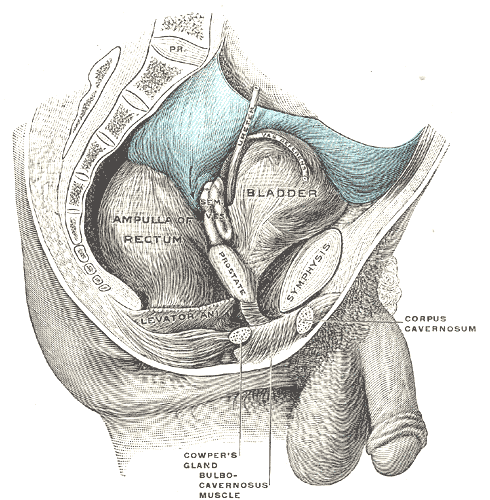
從右側所視男性盆腔器官。

## 外部連結
- 中的“Prostatitis”
- 中的“Prostatitis”